# Mtwara
Pour la région, voir Mtwara (région).
Mtwara est une ville du Sud-Est de la Tanzanie. C'est le centre administratif de la région de Mtwara.

## Géographie
En 2005, sa population a été évaluée à 100 000 habitants, correspondant à peu près à celle du district de Mtwara Urban (92 602 habitants en 2002).

## Histoire
Au sortir de la seconde Guerre mondiale,  Mtwara n'était qu'un modeste village de pêcheurs, éclipsé par les villes voisines de Mikindani et de Lindi. Les autorités coloniales britanniques décident d'en faire le cœur de leur Tanganyika Groundnut Scheme, un projet lancé en 1946 qui visait à transformer cette partie du Tanganyika en une immense plantation d'arachides. Un aéroport est construit, une nouvelle cité est édifiée dotée d'un port en eau profonde, le premier du pays. Mais face à une nature hostile et à son coût considérable, le rêve de faire de Mtwara un second Mombasa tourne court et le projet est officiellement abandonné dès 1951. Le développement de la ville s'arrête alors, même si le port continue à jouer un rôle important après l'indépendance.
La ville est le siège du diocèse catholique de Mtwara.

## Transports

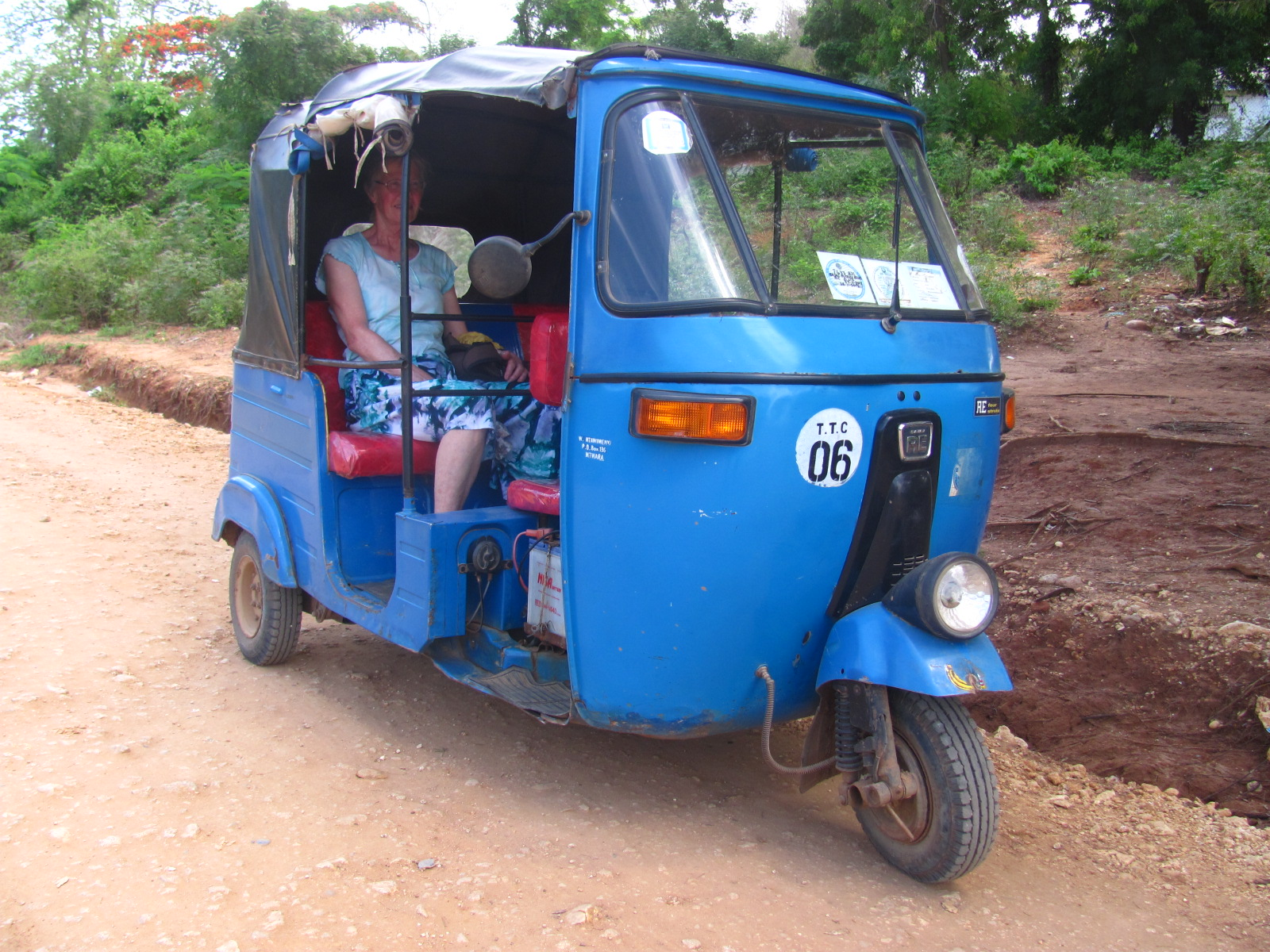
Un bajaji, le taxi local.

La ville est le principal carrefour et centre de transport du Sud-Est du pays. Par voie aérienne, Air Tanzania assure une liaison quotidienne avec Dar es Salam. Un ferry hebdomadaire et de nombreux bus effectuent aussi ce trajet. Mtwara est également un point de passage incontournable sur la route du Mozambique, dont la frontière est située à proximité, marquée par le cours du fleuve Ruvuma.

## Sports
La ville compte un important club de football participant au championnat national: le Bandari Mtwara.

## Spécialités locales

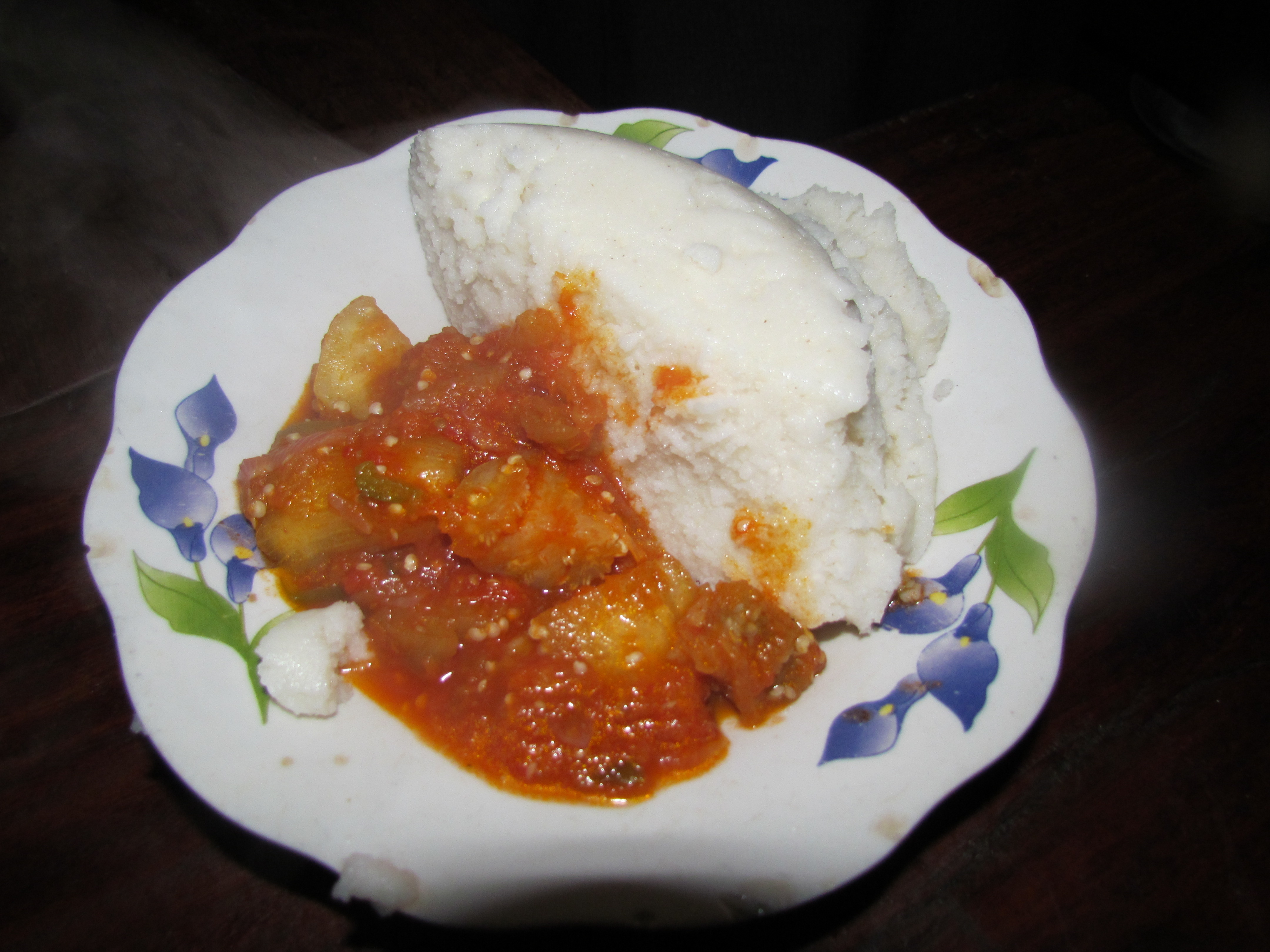
Ugali wa nasi
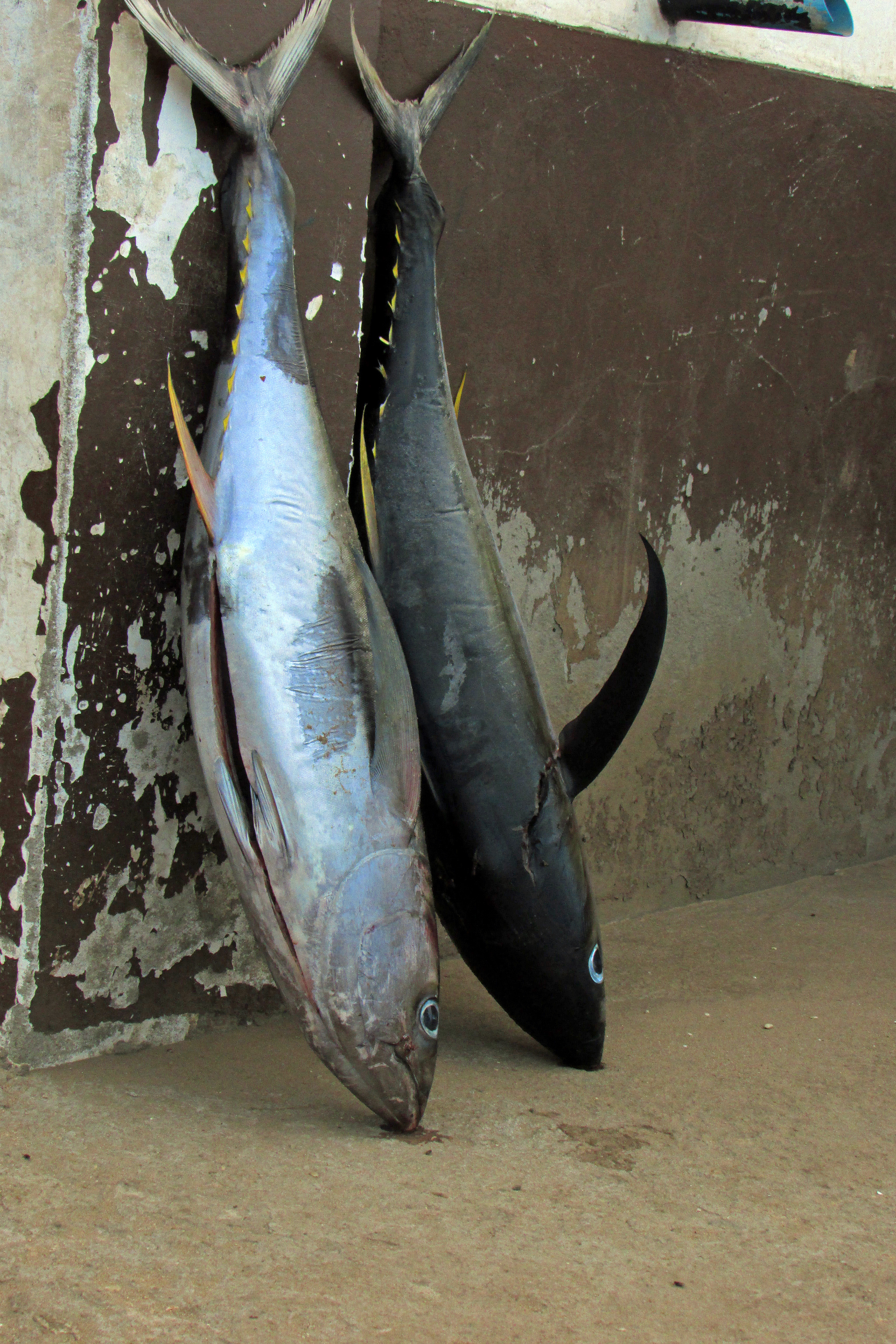
Thons